# Gulhövdad hagtornsbrokmal
Gulhövdad hagtornsbrokmal, Spuleria flavicaput, är en fjärilsart som först beskrevs av Adrian Hardy Haworth 1828. Enligt Dyntaxa ingår gulhövdad hagtornsbrokmal i släktet Spuleria och familjen märgmalar, Parametriotidae, men enligt Catalogue of Life är tillhörigheten istället släktet Chrysoclista och familjen 	Agonoxenidae. Enligt Dyntaxa är Agonoxenidae en äldre Synonym till Parametriotidae. Enligt den svenska rödlistan är arten sårbar, VU, i Sverige. Arten förekommer på tre mycket begränsade platser i nordöstra Skåne. Ett fynd är gjort i västra Blekinge.  Arten förekommer i Danmark och dess utbredningsområde sträcker sig  vidare söderut i stora delar av Europa. Artens livsmiljö är naturbetesmarker och öppna buskmarker med hagtorn och även urbana miljöer med hagtorn.